# Guerra de Titanes (2017)
Guerra de Titanes 2017 fue la vigésima edición de Guerra de Titanes, un evento pago por visión de lucha libre profesional producido por Lucha Libre AAA Worldwide. Tuvo lugar el 20 de enero de 2017 desde el Gimnasio Olímpico Juan de la Barrera en Ciudad de México.
Esta sería la segunda edición consecutiva del evento en ser realizada en la Gimnasio Olímpico Juan de la Barrera después del año anterior 2016, y la cuarta en realizarse en la Ciudad de México.

## Resultados
- Dave the Clown, Lady Shani, Mini Psycho Clown y Mamba derrotaron a Bengala, Big Mami, Dinastía y Pimpinela Escarlata.
  - Después de la lucha, Taya atacó a Shani.
- Los OGTs (Averno & Chessman) derrotaron a (Los Apaches) Faby Apache & Mari Apache (con El Apache).
  - Durante la lucha, Los Xinetez interfirieron a favor de los OGTs.
- Aero Star y Super Fly derrotaron a Argenis, Australian Suicide, Angélico y Carta Brava Jr. en un combate Steel Cage. 
  - Como consecuencia, Aero Star y Super Fly se enfrentaron en Rey de Reyes en Lucha de Apuesta.
- El Hijo del Fantasma (c) derrotó a Garza Jr. y Bengala reteniendo el Campeonato Mundial de Peso Crucero de AAA.
  - Fantasma cubrió a Garza luego de aplicar un Thrill of the Hunt.
  - Esta fue la última lucha de Garza Jr. en la AAA.
- Dr. Wagner Jr., El Mesías y Pagano derrotaron a Psycho Clown, El Texano Jr. y La Parka.
  - Durante el combate, interfirieron Monster Clown & Murder Clown.
- Johnny Mundo (c) (con Taya) derrotó a Pentagón Jr. y retuvo el Campeonato Latinoamericano de AAA. 
  - Durante la lucha, Taya intervino a favor de Mundo.
  - Esta fue la última lucha de Pentagon en la AAA.